# Schoemaker (achternaam)
Schoemaker is een Nederlandse achternaam ofwel familienaam. De naam heeft verschillende verwijzingen, hoofdzakelijk naar een beroep.

## Verspreiding
De familienaam Schoemaker komt anno 2007 2489 maal voor in Nederland vooral in de regio’s Amsterdam, Den Haag, Apeldoorn en Noord-Overijssel/Drenthe. In de gemeente Hardenberg is de grootste concentratie te vinden, 114.  

## Historische betekenis
De historische verklaring voor de naam Schoemaker kent meerdere varianten: het is een beroepsnaam en het is een oude spelling van hedendaagse begrippen. 
De meest voorkomende verklaring van de naam Schoemaker is dat het teruggrijpt op de oudere spelling van het beroep schoenmaker. Oorspronkelijk was schoen de meervoudsvorm van schoe. Schoen kreeg echter de betekenis van het enkelvoud, waardoor de (stapel)meervoudsvorm schoenen ontstond. Overigens is de oorspronkelijke vorm scoe in de 13e tot 15e eeuw de voorloper van schoe. 
Ook kan de oorspronkelijke naam Schoenmaker in de loop der tijd foutief zijn opgenomen in gemeentelijke bevolkingsregisters. Bekende voorbeelden zijn in de gemeenten Rotterdam en Den Haag, waar soms namen in de doop-, trouw- en begrafenisregisters ergens in de tijd een -n verloren.
Een andere veel voorkomende verklaring is dat de beroepsnaam schoemaker afkomstig is uit de scheepbouw, waar in het verleden een onderdeel van de boeg een schoe werd genoemd. Voor deze verklaringsvariant is weinig bewijs te vinden.